# Kristijana Zoraja Drušković
Kristijana Zoraja-Drušković (Lich, Njemačka, 5. travnja 1971.) je hrvatska i bosanskohercegovačka pripovjedačica. 

## Životopis
Rođena je 5. travnja 1971. godine u Lichu, u Njemačkoj. Osnovnu i srednju školu završila je u Livnu, BiH. Diplomirala je hrvatski jezik i književnost na Filozofskom fakultetu Sveučilišta u Mostaru. Članica je Društva hrvatskih književnika Herceg Bosne.
Uz književni stvaralački rad bavi se nematerijalnom kulturnom baštinom - prikupljanjem hrvatske narodne predaje, posebice pričanja iz života i demonske predaje, te običaje i obrede, kao i narodnu poeziju koja ide uz njih.

## Djela
- Božja djeca (pripovijetka, 1998.)
- Lijepa naša…napaćena (zbirka pripovijedaka, 1999.)
- Hertzgonijske priče (priče, 2000.)
- Špakada (roman 2008.)